# China Northwest Airlines

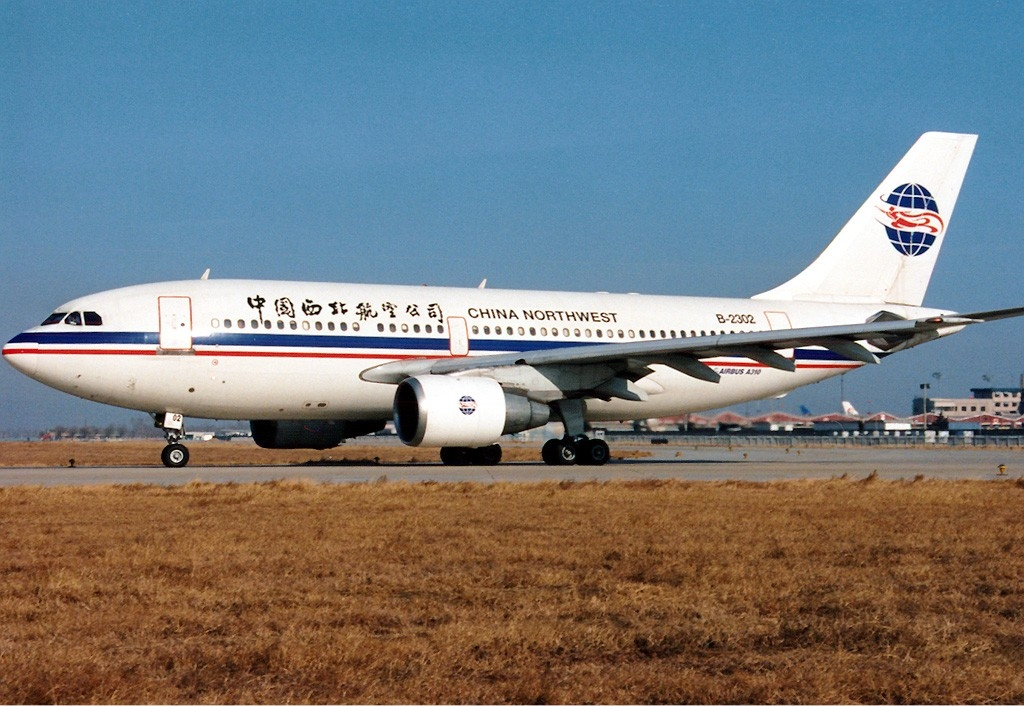
Airbus A310 авіакомпанії China Northwest Airlines в пекінському аеропорту Шоуду, 1995 рік

China Northwest Airlines (кит.: 中国西北航空公司中国西北航空公司) — скасована китайська авіакомпанія зі штаб-квартирою в місті Сіань (провінція Шеньсі, КНР), яка працювала у сфері регулярних пасажирських перевезень всередині країни і за її межами.
Портом приписки перевізника і його головним транзитним вузлом (хабом) був міжнародний аеропорт Сіань Сяньян.

## Історія
Компанія працювала з 1989 по 2002 рік, поки разом з іншим перевізником China Yunnan Airlines не була поглинута китайською магістральною авіакомпанією China Eastern Airlines.
China Northwest Airlines утворилася в результаті поділу державної корпорації CAAC на шість незалежних авіакомпаній. Перевізник базувався в Сіані і експлуатував флот, що складався з літаків BAe 146, Ту-154, Airbus A310 і пізніше — Airbus A320. Маршрутна мережа регулярних перевезень була побудована головним чином між аеропортами Китаю, на міжнародних напрямках China Northwest Airlines працювала з Сіань в Японію.
Увійшла до складу China Eastern Airlines під брендом China Eastern Xi Bei.